# Fierville-les-Mines
Fierville-les-Mines är en kommun i departementet Manche i regionen Normandie i norra Frankrike. Kommunen ligger i kantonen Barneville-Carteret som tillhör arrondissementet Cherbourg. År 2022 hade Fierville-les-Mines 349 invånare.

## Befolkningsutveckling
Antalet invånare i kommunen Fierville-les-Mines
| Referens: INSEE |